# Église Saint-Éloi du Val-Saint-Éloi
Pour les articles homonymes, voir Église Saint-Éloi et Saint-Éloi.
L'église Saint-Éloi est une église catholique située au Val-Saint-Éloi, en France.

## Description
Noter le clocher en bâtière, peu courant en Haute-Saône.

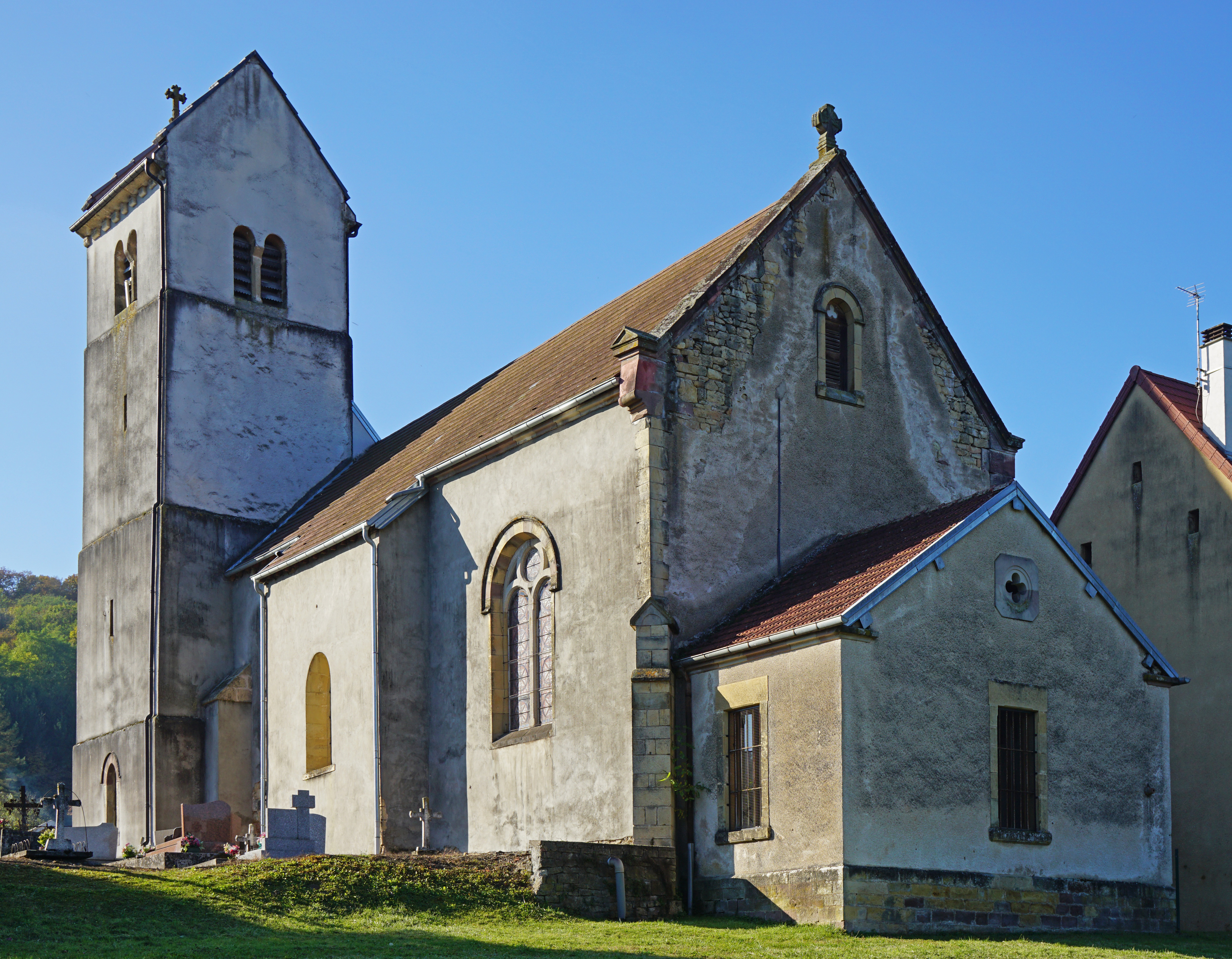
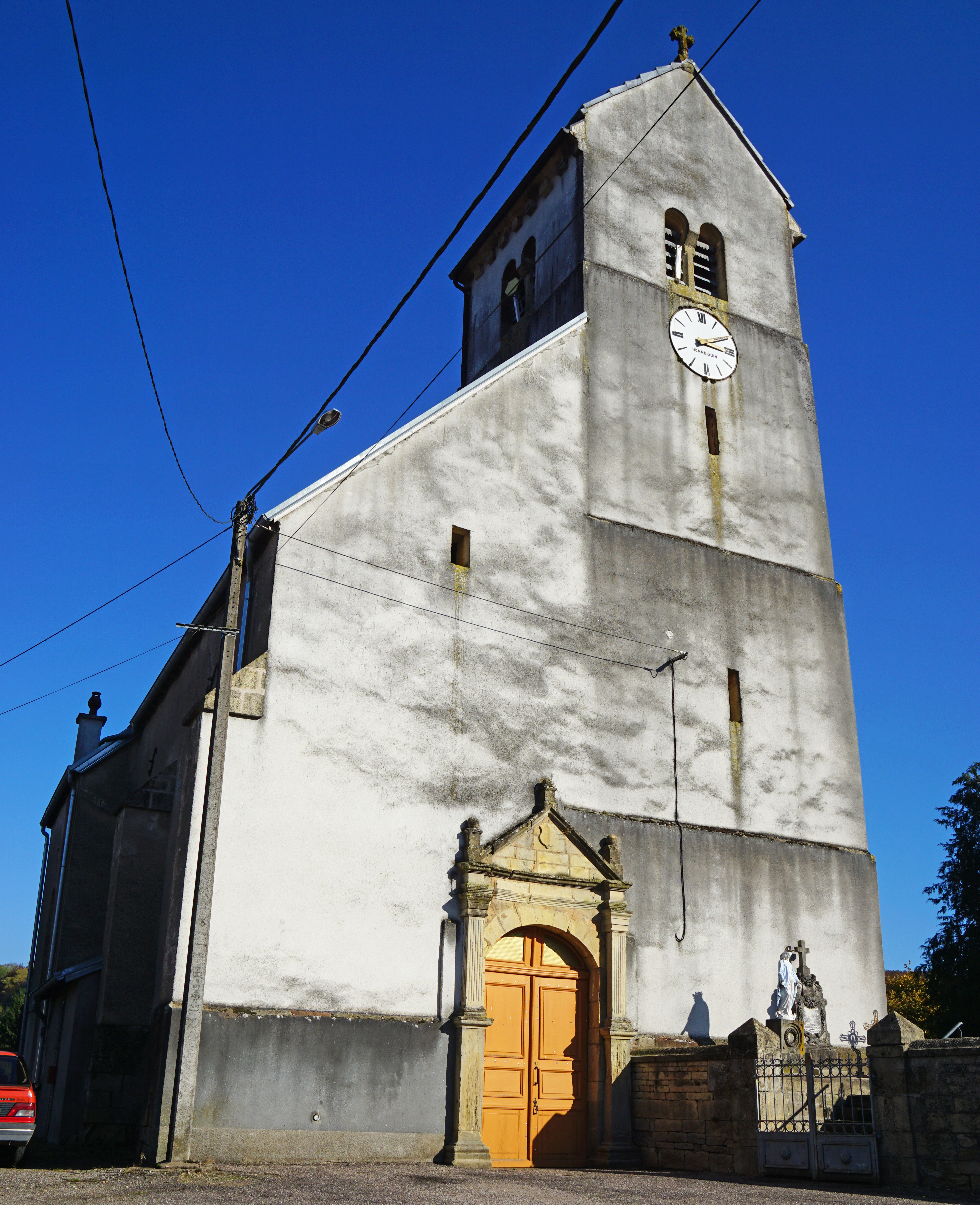
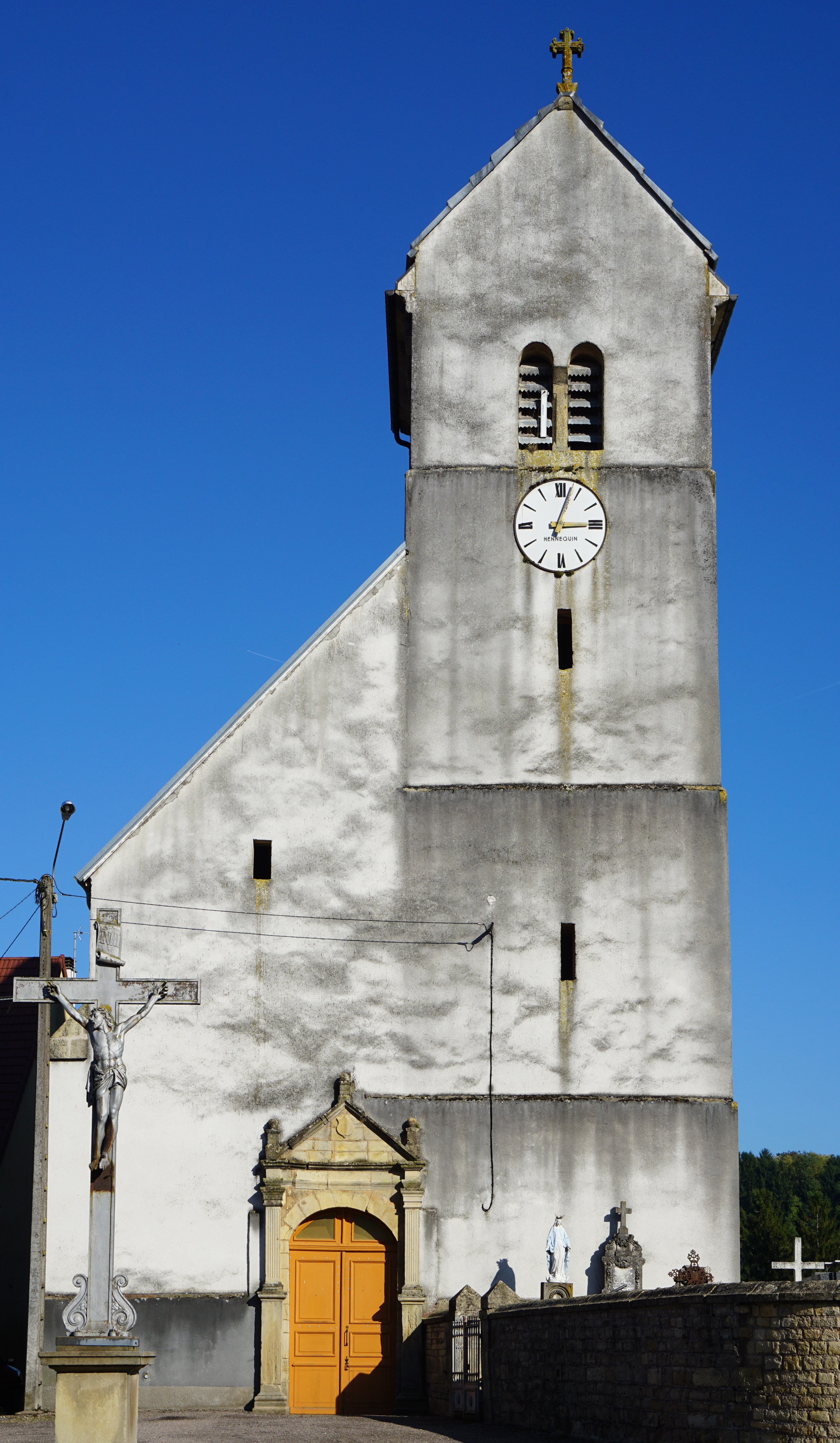
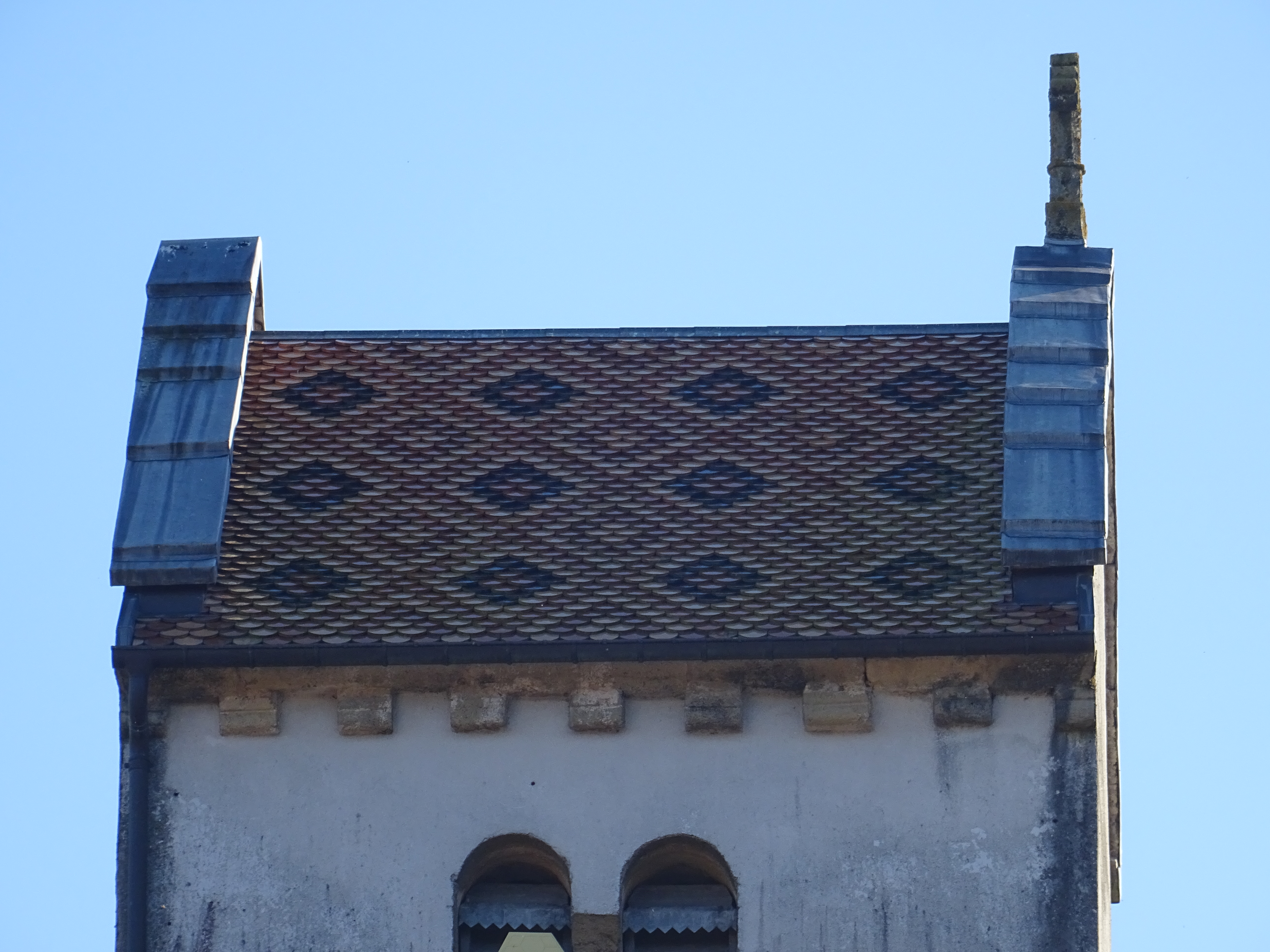

## Localisation
L'église est située sur la commune du Val-Saint-Éloi, dans le département français de la Haute-Saône.

## Historique
L'église date au moins du XVe siècle (peut-être 1136). Plusieurs campagnes de travaux importants ont été menées jusqu'au XIXe siècle.
Les clochers à bâtière sont au nombre de huit en Haute-Saône : Anjeux, Faucogney-et-la-Mer, La Demie, le Val-Saint-Éloi, Mailleroncourt-Charette, Pont-du-Bois, Selles et Montdoré. Mais cette dernière église a subi des modifications et est maintenant dotée d'un toit à quatre pans.
Le clocher et la façade ouest de l'édifice sont inscrits au titre des monuments historiques en 2014.